# Jorge Pinchevsky
Jorge Isaac Pinchevsky (Rosario, Provincia de Santa Fe, 10 de septiembre de 1943 - Berisso, provincia de Buenos Aires, 21 de junio de 2003) fue un violinista de música clásica, folclore, tango y rock argentino, siendo el principal violinista con mayor renombre en este último género. Participó en numerosas orquestaciones como también en muchas bandas pioneras del movimiento de rock argentino de la década de 1970 como La Cofradía de la Flor Solar y Billy Bond y La Pesada del Rock and Roll.
A partir de 1973 al igual que muchos otros músicos, emigró primero a Brasil y luego a varios países de Europa, pasó más de diez años en el exterior. Tocó en España y Francia junto a varias agrupaciones musicales. A lo largo de su carrera colaboró en numerosas presentaciones y discos de otros artistas, entre ellos Billy Bond, Sui Generis, Kubero Díaz, Alejandro Medina, Claudio Gabis, Charly García y Gong. Fue el primero en elevar el violín a la categoría de instrumento solista en el rock argentino.

## Biografía

### Inicios
Jorge Pinchevsky nació el 10 de septiembre de 1943 en Rosario, Provincia de Santa Fe pero creció en La Plata, capital de la Provincia de Buenos Aires. A los cinco años sus padres le compraron un violín y comenzó sus estudios en el Conservatorio local, dirigido entonces por Alberto Ginastera. Finalizada su carrera, fue miembro de la Orquesta Sinfónica, de la Orquesta Municipal y de la Orquesta de Cámara de la Universidad Nacional de La Plata. También integró orquestas de tango y grupos folclóricos.

### Violinista de Rock
En 1972, siendo suplente de concertino de la Orquesta Sinfónica, Pinchevsky visitó un amigo de una comunidad hippie platense, donde conoció a miembros del grupo La Cofradía de la Flor Solar y a Alejandro Medina, bajista del disuelto trío de blues Manal. En la nota Jorge Pinchevsky, el adiós al violinista del rock argentino, publicada por la revista Rolling Stone el 1 de julio de 2003, el periodista Claudio Kleiman describe así el encuentro:

Pin era un buen ejemplo de cómo el rock le cambió la cabeza a toda una generación. Músico de conservatorio, tocaba en la Sinfónica de La Plata cuando tomó contacto con la vida comunitaria y artística de La Cofradía De La Flor Solar; a los pocos días, electrificó su instrumento y dejó la Orquesta para siempre.

Poco tiempo después, Pinchevsky se integró a la banda Billy Bond y La Pesada del Rock and Roll, liderada por Billy Bond. Con esta participó en numerosas presentaciones como en la película-documental Rock hasta que se ponga el Sol, e incluso grabó su primer trabajo solista. También grabó con Claudio Gabis, Alejandro Medina y Kubero Diaz, entre otros miembros que se encontraban en La Pesada, participó tanto en Vida como en Pequeñas anécdotas sobre las instituciones obras discográficas de Sui Generis, también toco en la versión que La Pesada realizó de La Biblia de Vox Dei y la canción "Tontos". Hacia finales de 1973 varios integrantes del grupo decidieron emigrar a Brasil, poniendo punto final a la existencia del conjunto. Meses más tarde, Pinchevsky se exilió al mismo país, instalándose durante una temporada en Búzios.

### Europa

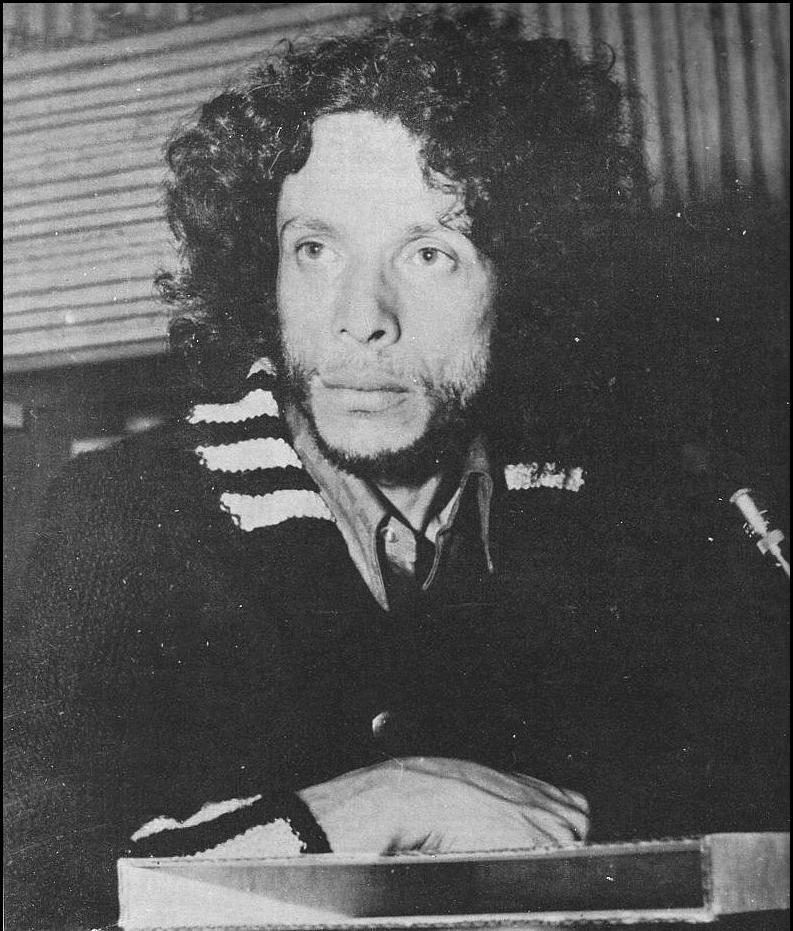
Jorge Pinchevsky en 1974, época en la que emigró al exterior, primero en Brasil, luego se radicó por varios años en Europa.

Luego de su estadía en Brasil (donde grabaría en un disco experimental de Fernando Falcão), se trasladó en 1974 a Europa, residiendo alternativamente en España y Francia, donde tocó con grupos de diversos estilos musicales. Primero fue parte de la banda francesa Clearlight, encabezada por el tecladista Cyrille Verdeaux, para luego formar parte de la anglo-francesa de rock progresivo Gong, con quienes registró el álbum Shamal (1975), producido por Nick Mason, baterista de Pink Floyd, y Gong Live In The Sherwood Forest publicado en 1975 y reeditado en 2005. También acompañó en sus presentaciones al exmiembro de Genesis Steve Hackett con Steve Hillage. Paralelamente desarrolló actividades pedagógicas en París y otras ciudades francesas y españolas.

### Regreso a Argentina
Regresó a Argentina en 1985, sorprendiendo a la gente de su entorno, como amigos y familiares, ya que se había esparcido el rumor que había muerto en Europa. Inicialmente, se estableció por un tiempo en Mendoza, donde se integró al grupo de blues Alcohol Etílico, trasladándose más tarde a Buenos Aires, donde formó parte de varias bandas y tocó en locales dedicados al blues y el rock. En 1994 participó y brindó un solo de violín para la ópera rock La hija de la lágrima de Charly García, y en 1995 en Convocatoria de Claudio Gabis. Asimismo, fue uno de los fundadores de La Samovar Big Band, junto a la cual registró su segundo álbum solista. En 1997 actuó en el fime 24 horas (Algo está por explotar).
Fue padre de cuatro hijos, pasó sus últimos años en City Bell, en el barrio La Emilia, vivendo con su compañera en un motor home. Durante ese periodo continuó tocando, realizó programas en radios FM de Ensenada e impartió clases particulares de violín, guitarra y batería.

### Muerte
En junio de 2003 fue atropellado por un ciclista en pleno centro de La Plata, sufriendo un golpe en la cabeza que le provocó una lesión que no fue atendida a tiempo. Un día después del accidente, sufrió un ataque cardíaco fatal. Pin, como le llamaban sus amigos, murió a los 59 años. Sus restos recibieron sepultura en el Cementerio Parque de la Ciudad de Berisso.

## Discografía
Solista
- Jorge Pinchevsky, su violín mágico y La Pesada (1973)
- Jorge Pinchevsky y la Samovar Big Band (1995)

Colaboraciones
- Raúl Porchetto: Cristo Rock (1972)
- Sui Generis: Vida (1972)
- Billy Bond y La Pesada del Rock and Roll: Volumen 2 (1972)
- Billy Bond y La Pesada del Rock and Roll: Tontos (Operita) (1972)
- Claudio Gabis: Claudio Gabis y La Pesada (1973)
- Kubero Díaz: Kubero Díaz y La Pesada (1973)
- Billy Bond y La Pesada del Rock and Roll: Volumen 4 (1973)
- Alejandro Medina: Alejandro Medina y La Pesada (1974)
- Claudio Gabis: Claudio Gabis (1974)
- Billy Bond y La Pesada del Rock and Roll, el Ensamble Musical de Buenos Aires y otros: La Biblia (1974)
- Sui Generis: Pequeñas anécdotas sobre las instituciones (1974)
- Miguel Cantilo: Miguel Cantilo y Grupo Sur (1975)
- Gong: Shamal (1975)
- Alcohol Etílico: Envasado en origen (1986)
- Charly García: La hija de la lágrima (1994)
- Claudio Gabis: Convocatoria (1995)
- Arbolito: La Mala Reputación (2000)
- Gong: Live in the Sherwood Forest '75 (2005)